# Шилка

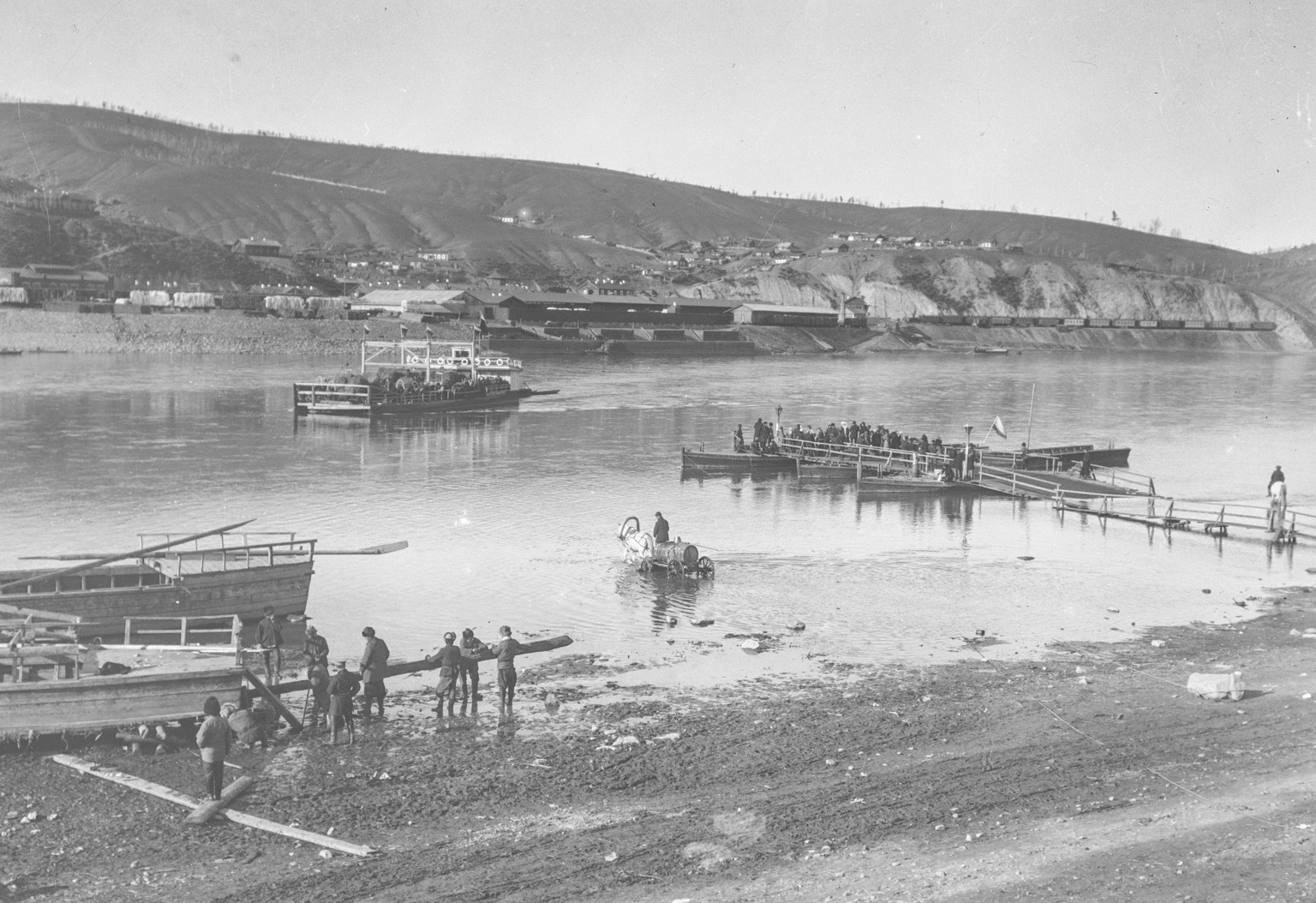
Паромная переправа на Шилке у Сретенска, фото начала XX века

Ши́лка — река в Забайкальском крае России, левая составляющая Амура (правая составляющая — Аргунь). Длина собственно Шилки (от слияния Онона и Ингоды до слияния с Аргунью) — 560 км; длина вместе с Ингодой — 1210 км, вместе с Ононом — 1455 км.
Площадь водосборного бассейна — 206 тыс. км².

## Этимология
Название реки возможно происходит от эвенкийского слова шилки в значении «узкая долина», что особенно справедливо для нижнего течения реки, зажатого круглыми склонами гор.

## География
Образуется слиянием Онона и Ингоды. Протекает в долине между Шилкинским и Амазарским хребтами на севере и Борщовочным хребтом на юге.
Почти на всём протяжении имеет горный характер течения и проходит в долине между отрогами гор, которые тянутся непрерывной цепью и только изредка отступают от её русла, образуя узкие пади. Речное русло имеет высокие берега; дно его усеяно валунами и галькой. В верхнем течении встречаются пороги и водопады.
Главные притоки: Нерча, Куэнга, Чёрная — слева.

## Гидрология
Шилка отличается относительно малой водностью. Среднегодовой расход воды в низовьях — 550 м³/с, максимальный — 11 400 м³/с. Питание смешанное, главным образом дождевое (80 %). У города Сретенска — то есть в месте реки, соответствующему площади водосбора 172 тыс. км² — во время паводков от летних дождей расходы возрастают до 9000 м³/с, а зимой падают до 1 м³/с. В отдельные суровые зимы река здесь полностью перемерзает. Ниже приведена средняя водность Шилки в м³/с по месяцам, полученная на основании 50 лет наблюдений на контрольно-измерительной станции «Часовая».
| Средний расход воды (м³/с) реки Шилки по месяцам |

## Хозяйственное использование
В нижнем течении, от устья до города Сретенска, Шилка судоходна. Города: Сретенск, Шилка. В бассейне крупные месторождения цветных металлов и золота.